# マコ・プリンシパル
マコ・プリンシパル（Mako Principal、1984年5月26日 - ）は、日本の現代美術家、アイドルである。本名は、渡辺真子。愛称はマコプリ。
父は映画・ドラマ・アニメ等の音楽やさだまさしの編曲者として知られる渡辺俊幸。祖父は特撮・アニメの作曲家で知られる渡辺宙明。曽祖父は実業家の渡辺俊雄。弟はナレーター・声優の渡辺眞伍。

## 人物
東京都出身。田園調布雙葉小学校附属幼稚園・田園調布雙葉小学校・田園調布雙葉中学校・高等学校卒業。2008年東京藝術大学美術学部絵画科油画専攻卒業。2011年東京藝術大学大学院美術研究科版画専攻修了。
2013年から芸術家アイドルユニット『ナマコプリ』として音楽活動も開始。
2014年5月に初のオリジナル音源「ナマコプリのトラップ」（OIRAN MUSIC）で配信デビュー。
2016年8月にはナマコプリ初のCDアルバム「アートの神様」（OIRAN MUSIC）をリリース。

## 出演

### 映画
- 2016年
  - 『大怪獣モノ』
- 2022年
  - 『怪猫狂騒曲』

### テレビ
- 2016年
  - 4月12日 - TOKYO MX/サンテレビ『侵略!ガルパンダZ』[6]
- 2017年
  - 5月17日 -テレビ東京『家、ついて行ってイイですか?』

### ゲーム
- 2020年
  - 『サイバーパンク2077』 - 楽曲提供

## 個展
2016
「夢のなかの夢」A dream within a dream　ショコラアートギャラリー /東京
2015
「REVENGE」Bambinart Gallery /東京
「Pretty Revenge- マコ・プリンシパル Gallery Cafe in @home cafe -」＠ほぉ～むカフェドンキ店 /東京
2011
「KIRAMEKI」Bambinart Gallery /東京
2008
「MIRACLE☆GIRL」GALLERY at lammfromm /東京

## 合同展
2017
「バレン"ニャ"イン マーケット」表参道ヒルズ同潤館 ROCKET / 東京
2016
「シブカル〈秋〉祭。2016」渋谷街内・渋谷クラブクアトロ / 東京
地獄のし天王「地獄温泉展」べんがらや / 石川
「ナマコプリ展 ―アートの神様―」新宿眼科画廊 / 東京
「BLOSSOM BLAST #IWD2016」UltraSuperNew Gallery / 東京
「デコ・装飾・DECO」日本橋三越本店 / 東京
「還ってきた！還ってきた！！地獄のし天王『地獄でござる！』～江戸へタイムスリップ！？～」新宿眼科画廊 / 東京
2015
「シブカル祭。2015」渋谷PARCO壁面 / 東京
「Hello Halloween」新宿眼科画廊 / 東京
「Yamashiroアートマーケットinべんがらや」べんがらや / 石川
2014
「BWHOOM TOKYO」～Living an exciting life in the not exciting world.～」ギャラリーX 渋谷PARCO / 東京
「3331 Art Fair ‒Various Collectors' Prizes‒」3331 Arts Chiyodaメインギャラリー / 東京
「還ってきた！地獄のし天王～ただいま～」新宿眼科画廊 / 東京
マコプリ presents「さくらんぼ畑でつかまえて♡」スマートシップギャラリー / 東京
「シブカル祭。2014　～トゥギャザーしようぜ！～」渋谷PARCO / 東京
TOKYO DESIGNERS WEEK 2014「SHOP ART WALK」メゾンエイブルカフェ / 東京
「秋の大しQ展」新宿眼科画廊 / 東京
「何も考えないまま10年経ってた・・・」 新宿眼科画廊 / 東京
2013
「渋谷パルコ40周年記念シブカル祭。2013～フレフレ！全力女子！～　ギャルニカ！〜Don't Cry〜」渋谷PARCO / 東京
「マコプリ presents 『葡萄狩り女学園』」スマートシップギャラリー / 東京
2012
「会田誠展 天才でごめんなさい」TEAMマコプリで作品出展　森美術館 / 東京
「トーキョーワンダーウォール公募2012入選作品展」ゲスト作家TEAMマコプリで作品出展　東京都現代美術館 / 東京
「シブカル祭。2012～女子のミックスカルチャー祭～」愛☆まどんな×TEAMマコプリ【LOOKERS-ON】　渋谷PARCO / 東京
「南宇都宮石蔵秘宝祭」ギャラリー悠日/ 東京
「MONSTER展」namgallery / 東京
2011
「会田誠 美術であろうとなかろうと」TEAMマコプリで作品出展　トーキョーワンダーサイト本郷 / 東京
「シブカル祭。」渋谷PARCO / 東京
「シャバクラ！」VACANT / 東京
2010
「ネオ・コス展」ラフォーレ原宿 / 東京
「ネオ・コス展」福岡パルコ 「WALL」＆「PARCO　FACTRY」 / 東京
「Kawaii賞展」西武渋谷店A館7階催事場 /東京
2009
「アートコンビニエンスストア第２弾」伊勢丹新宿店本館1階＝ザ・ステージ /東京
「ヒーロー」Turner Gallery/東京
「弟3回大学版画展受賞者展─第３３回全国大学版画展」文房堂ギャラリー/東京
「別府現代芸術フェスティバル2009混浴温泉世界　わくわく混浴アパートメント」清島アパート /大分
「第77回日本版画協会展」東京都美術館 /東京
2008
「第33回全国大学版画展」　〈収蔵賞〉　町田国際版画美術館 /東京
「第76回日本版画協会展」東京都美術館 /東京
「第一回全員展!!!!!!!!」MAGIC ROOM? /東京